# Pyramid (programa de televisión)
Pyramid (en español: Pirámide) es el nombre colectivo de una serie de ocho programas de concursos realizados por la televisión estadounidense, en donde los concursantes tratan de identificar una serie de palabras o frases, basados en las descripciones que le son entregadas por sus compañeros de equipo. El título del programa se refieren al tablero de juego del programa, que presenta seis categorías ordenadas en un diseño triangular. La mayoría de las diferentes versiones del programa incluyen en su nombre los diferentes valores en dólares del gran premio (por ejemplo: The $100,000 Pyramid; en español: La pirámide de los 100,000 dólares).  Como un todo, la serie ganó nueve Premios Daytime Emmy como Mejor Programa de Concursos, solo por debajo de Jeopardy!, que ha ganado 11 premios en esta categoría.
Dick Clark es el presentador más comúnmente asociado al programa, presentando la mayoría de las encarnaciones del programa entre 1973 y 1988; Bill Cullen presentó una versión sindicalizada entre 1974 y 1979 de The $25,000 Pyramid, mientras que John Davidson presentó una versión de 1991 de The $100,000 Pyramid y la versión más reciente (denominada simplemente Pyramid) se emitió desde 2002 hasta 2004 con Donny Osmond como presentador.  Michael Strahan presentó una versión de 2016 de The $100,000 Pyramid

## Historia
El concepto original que el creador Bob Stewart le presentó a CBS era un piloto titulado Cash on the Line, grabado en el Ed Sullivan Theater de CBS el 2 de febrero de 1973. Se ha mencionado que a los ejecutivos de programación de la cadena solo les gustó la segunda parte del programa propuesto, y sugirieron que Stewart trabajara con dicha parte. Esta se convirtió en la parte principal de Pyramid, presentando dos parejas de celebridades con concursantes comunes.
Stewart reformuló el juego y presentó otra versión a CBS, con una ronda adicional que presentaba una gran pirámide con un premio máximo de 10 000 dólares que podía ser ganado en un minuto. Hizo el punto que la oferta de una gran cantidad de dinero en una manera tan rápida que no se había hecho antes en la televisión. No se grabó un segundo piloto, pero hubo una presentación en frente de los ejecutivos de la cadena, con Peggy Cass y Bill Cullen como las celebridades invitadas demostrando el nuevo formato del concurso.

### Historia de emisiones

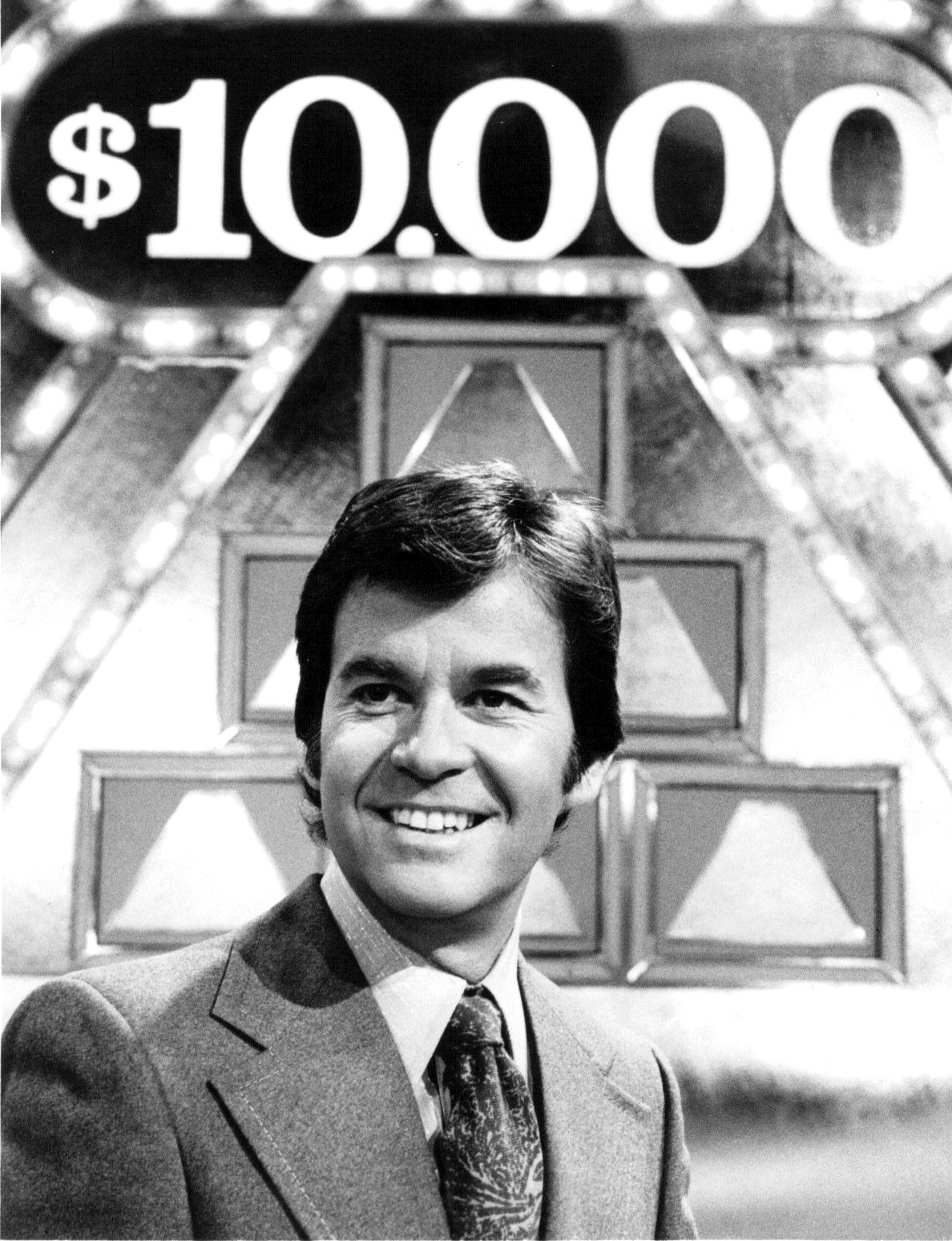
Dick Clark como presentador de The $10,000 Pyramid.

The $10,000 Pyramid, con Dick Clark como presentador, debutó en CBS el 26 de marzo de 1973 y fue un éxito de audiencia, manteniendo dicho éxito aun cuando sus episodios fueron retrasados o interrumpidos por las audiencias judiciales del escándalo Watergate. Un año después, las audiencias decayeron temporalmente y CBS lo canceló. El programa fue captado pronto por ABC, y comenzó a ser emitido el 6 de mayo de 1974. De acuerdo con las costumbres de CBS en esta época sobre concursos con celebridades, tres semanas de episodios en CBS fueron grabadas en Hollywood. (Pyramid regresó a California permanentemente a partir de la reposición de 1982.)
Los primeros quince episodios (seis semanas) emitidos por ABC fueron grabados en el Ed Sullivan Theater de CBS mientras una réplica del estudio era construida en el Elysee Theater de ABC, también conocido como Studio TV-15. Una razón pudo haber sido el gran tamaño de la pirámide (que tuvo que ser adaptada al menor tamaño del Elysee Theater), y el historiador William Padron también señala que el sindicato de CBS objetó el hecho de ver sus creaciones trasladadas a un estudio de ABC. El primer episodio grabado en ABC fue emitido el 17 de junio de 1974 con June Lockhart y William Shatner.
Una versión sindicada nocturna del programa, conocida como The $25,000 Pyramid y presentada por Bill Cullen, hizo su debut en septiembre de 1974, siendo visto principalmente en las estaciones afiliadas a ABC, durante el horario de acceso de prime-time. Esta edición duró hasta septiembre de 1979.
La versión diurna fue un éxito de audiencias para ABC, generalmente poseyendo el tercer lugar entre los programas de concursos diurnos. El 19 de enero de 1976, el programa incrementó su premio máximo y fue renombrado como The $20,000 Pyramid. Sin embargo, las audiencias comenzaron a declinar, y ABC canceló el programa el 27 de junio de 1980.
Durante un período desde el 1 de octubre de 1979 hasta el 9 de noviembre del mismo, el serie fue renombrado como Junior Partner Pyramid, en lo que las parejas tradicionales fueron desechadas a favor de niños unidos con sus padres u otros familiares.
Desde el 26 de enero hasta el 4 de septiembre de 1981, el programa retornó a la sindicación diaria como The $50,000 Pyramid, con Clark como presentador. Esta versión incluyó la primera estructura de torneo y más tarde fue integrada en The $100,000 Pyramid.
El 20 de septiembre de 1982, el programa retornó a la programación diurna de CBS como The $25,000 Pyramid, nuevamente con Clark como presentador, pero ahora grabado en Los Ángeles, en el Estudio 33 de CBS Television City (actualmente llamado el "Bob Barker Studio"). Se convirtió en un éxito, y en septiembre de 1985 debutó una nueva versión concurrente sindicada, llamada The $100,000 Pyramid, también con Clark como presentador, en que se utilizó un formato de torneo similar al formato empleado por The $50,000 Pyramid. CBS inicialmente anunció la cancelación de la versión diurna siguiendo el episodio de 31 de diciembre de 1987, pero el programa retornó por 13 semanas más el 4 de abril de 1988 cuando su reemplazo, Blackout, presentado por Bob Goen, resultó en un fracaso. La versión de 25,000 dólares finalizó el 1 de julio de 1988 y la versión de 100,000 dólares terminó el 2 de septiembre de 1988. En el 4 de julio de 1988, la versión diurna fue reemplazado por un renacimiento de Family Feud.
Entre 1983 y 1986, el programa era parte de un bloque de 2 horas de programas de concursos, y era emitido junto con otro programa de concursos de CBS, usualmente Press Your Luck o Body Language, como anticipo a la emisión de The Price Is Right.
En 1991 se realizó una nueva versión de The $100,000 Pyramid, presentada por John Davidson. Posteriormente, entre 2002 y 2004 se realizó una versión titulada solamente Pyramid, presentada por Donny Osmond.
Dick Clark fue involucrado en la serie, incluso en las versiones que no presentó. Apareció en las versiones de Cullen y Osmond como un jugador invitado, y ofreció mensajes de buenos deseos a Davidson cuando su versión se estrenó. En ese momento, Clark fue presentando The Challengers, que lo previno regresar para esa versión.

### Desarrollos posteriores
En 2009, dos pilotos de una nueva versión del concurso, uno presentado por Dean Cain y el otro presentado por Tim Vincent, fueron grabadas en Nueva York. Fue anunciado después de la cancelación de Guiding Light por CBS en abril de 2009. Pyramid fue uno de tres series potenciales consideradas para reemplazar la telenovela veterana (las otras fueron Let's Make a Deal y The Dating Game). Durante los episodios que fueron grabados el junio de ese año, el premio mayor fue aumentado a $1,000,000.
Un nuevo "The $100,000 Pyramid," con el ex liniero defensivo de la NFL Michael Strahan, se estrenó en el verano de 2016 en ABC. Se conta con el formato clásico de $ 25,000, con el primer viaje a Círculo de Ganadores de $ 50,000 y el segundo valor de $ 100,000.

## En otros países
Entre las versiones extranjeras del programa se cuentan:

### Alemania
Die Pyramide se emitió por ZDF desde 1978 hasta 1994. Dos años después, retornó como Hast Du Worte? en Sat.1 desde 1996 hasta 1998. Dieter Thomas Heck fue el anfitrión de la versión de ZDF. La versión de Sat.1 era presentada por Jörg Pilawa, en ese entonces Thomas Koschwitz.

### Canadá
Pyramide, presentado por Sébastien Benoit, comenzó a emitirse por la cadena franco-parlante Radio-Canada desde el 28 de abril de 2008. El set es bastante similar al de la versión de Osmond (debido a que el programa es coproducido por Sony Pictures), mientras que el método de juego se parece al de las versiones presentadas por Dick Clark.

### Chile
Contrarreloj, con un set bastante parecido al de la versión de Osmond, fue emitido por Canal 13 durante 2002. Es la única versión conocida del programa que ha sido presentada por una mujer, la actriz Esperanza Silva. Entre las celebridades que participaron en esta versión se cuenta al humorista Coco Legrand.

### España
La pirámide comenzó a emitirse en La 1 desde el 18 de julio de 2025 presentado por Itziar Miranda.

### Estonia
Püramiid comenzó a emitirse en TV3 en marzo de 2006.

### Francia
Pyramide, presentado por Patrice Laffont, se emitió por France 2 desde 1991 hasta 2003. Se ha planificado realizar una adaptación del programa Password para la televisión francesa.

### Indonesia
Una versión local titulada Kuis Piramida se emitió en dicho país durante varios años.

### Italia
Una versión titulada Pyramid se ha emitido por Rai Due desde el 3 de diciembre de 2007.

### Reino Unido
The Pyramid Game (originalmente presentado en el programa Bruce's Big Night como The £1,000 Pyramid) era producido por London Weekend Television y emitido por ITV desde 1981 hasta 1984 y desde 1989 hasta 1990. Era presentado por Steve Jones.
Donny Osmond, que fue el anfitrión de la versión estadounidense de 2002 a 2004, presentó una nueva versión titulada Donny's Pyramid Game en 2007.

### Rusia
Titulado Piramida.

### Singapur
Una versión local del concurso fue emitida por Channel 5 a fines de los años 90 y presentada en varias ocasiones por Samuel Chong, Benedict Goh, y Darryl David. Tiene el mismo nombre que la versión británica.
También posee un refrito en malayo, Piramid, el cual se emitió en Suria.

### Turquía
Piramit, emitido por el canal turco aTV, se emitió desde 1994 hasta 1995.

### Venezuela
Se tituló Match4, y fue emitido por Venevisión.

### Vietnam
Una versión local titulada Kim Tu Tháp se emite actualmente en HTV7.

## Estado de los episodios y derechos
Se cree que la mayoría de los episodios diurnos anteriores a 1978 han sido borrados por ABC, con todos los episodios posteriores a dicho año manteniéndose en cintas. Un episodio de CBS de 1973, tres episodios de 1976, una semana completa de programas de octubre de 1977 con William Shatner y Leonard Nimoy, y tres episodios de inicios de 1978 circulan entre coleccionistas privados.
Tres episodios de la primera versión de CBS existen en el Archivo de Cine y Televisión de la Universidad de California en Los Ángeles (incluyendo el tercer episodio), y 14 de los 15 episodios grabados en el otoño de 1973 desde CBS Television City en Hollywood han sido emitidos en Game Show Network. Este canal de cable también ha emitido las dos últimas temporadas de The $20,000 Pyramid, la versión de CBS de $25,000 Pyramid (265 episodios de 1982-1983 y 92 episodios de 1987-1988), y los 550 episodios de The $100,000 Pyramid de los años 80. Ambas versiones de los años 80 actualmente son emitidas en el canal de juegos.
En USA Network se emitieron repeticiones de ambas versiones de los años 80: The (New) $25,000 Pyramid (17 de octubre de 1988 hasta el 4 de noviembre de 1994) y The $100,000 Pyramid (28 de diciembre de 1992 hasta el 8 de septiembre de 1995; con excepción de un breve periodo desde el 13 de febrero al 14 de abril de 1995).
CBS Television Distribution (originalmente Viacom) posee los derechos de las versiones presentadas por Bill Cullen y John Davidson, la más reciente en acuerdo con StudioCanal a través de la posterior adquisición del sindicalizador Orbis Communications. Las repeticiones de The $50,000 Pyramid fueron emitidas en 1982 en CBN Cable Network, poco antes del debut de la nueva versión de CBS. Ninguna de estas versiones ha sido emitida por Game Show Network. La versión de los años 2000 está intacta, y comenzó a emitirse en el canal de juegos por cable desde julio de 2008.
Sony, que controla el resto del archivo de Pyramid, también comparte el control de Game Show Network con DirecTV.